# Charles Edward Long
Charles Edward Long (28 de julho de 1796 - 25 de setembro de 1861), foi um genealogista Inglês  e antiquário .

## Vida
Nascido em Benham Park, Berkshire, ele era o filho mais velho e único filho sobrevivente de Charles Beckford Long (falecido em 1836) de Langley Hall, Berkshire, e sua esposa, Frances Monro Tucker.
Ele era neto de Edward Long, historiador da Jamaica, primo de Charles Long, primeiro barão de Farnborough, e sobrinho do general Robert Ballard Long, seu tio, irmão gêmeo de seu pai.
Long foi educado na Harrow School (1810 - 1814) e no Trinity College, Cambridge (1815 - 1819). Ele ganhou a Medalha de Ouro do Chanceler em julho de 1818 por versos ingleses sobre Roma imperial e papal, e graduou-se BA em 1819 e MA em 1822.
Retornando de uma visita a Hamburgo, Long morreu solteiro em 25 de setembro de 1861 no Lord Warden Hotel, Dover . Ele foi enterrado no cemitério da igreja em Seale, Surrey .

## Trabalho
Possuidor de uma grande fortuna, a devoção de Long aos estudos históricos e genealógicos foi grandemente facilitada pelo acesso ao Colégio de Arautos concedido a ele pelo vice-conde marechal, Lord Henry Thomas Molyneux Howard - seu tio por casamento. Long sempre manteve um interesse pessoal e acadêmico por Harrow e em 1849 ajudou George Butler em suas notas biográficas de estudiosos de Harrow.
Em 1860, ele escreveu para o Harrow Gazette um artigo sobre a vida de John Lyon, o fundador da escola. Descendente da família Long de Wiltshire, ele também teve um interesse considerável pela história daquele condado: ele foi um promotor fervoroso da Sociedade Arqueológica de Wiltshire, e contribuiu para sua revista.
Ele foi por vários anos um correspondente frequente da Gentleman's Magazine e dos principais periódicos antiquários de sua época. Em 1845, com a ajuda do Garter King of Arms, Sir Charles George Young, Long compilou um volume chamado Royal descents: uma lista genealógica das várias pessoas com direito a quartos das armas das casas reais da Inglaterra. Em 1859, a partir do manuscrito original em no Museu Britânico, ele editou para a Sociedade de Camden, o Diário das Marchas do Exército Real durante a Grande Guerra Civil, conservado por Richard Symonds .
Ele apresentou suas coleções genealógicas de famílias da Jamaica ao Museu Britânico. Durante 1857-9, ele também deu ao museu muitos documentos valiosos relacionados à Jamaica, também preservados na Biblioteca Britânica estão suas cartas a Joseph Hunter, estendendo-se de 1847 a 1859.
Entre muitas outras publicações de Long, é notável seu panfleto de 1832 no qual ele defende a conduta de seu tio Robert Ballard Long durante a campanha de 1811; e também seu volume de 1824, Considerações sobre as Leis dos Jogos, no qual ele ofereceu um argumento a favor da consideração do jogo como propriedade, permitindo assim que sua venda se tornasse um negócio jurídico para ele.